# Rozruchy jezuickie w Poznaniu (1675)
Rozruchy jezuickie w Poznaniu – rozruchy wywołane przez uczniów kolegium jezuickiego w Poznaniu, które miały miejsce jesienią 1675.

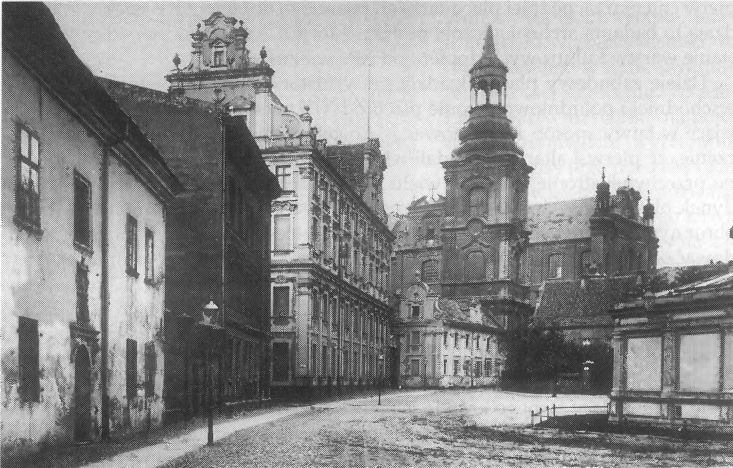
Kolegium jezuickie w Poznaniu

Rozruchy wywołane zostały przez słabiej sytuowanych uczniów poznańskiego kolegium jezuickiego, którzy tradycyjnie, z uwagi na braki finansowe, dopuszczali się drobnych kradzieży (głównie żywności) na terenie miasta. W 1675 plaga kradzieży znacząco się nasiliła. Jesienią studenci zbierali się w uzbrojone (nawet w broń palną) grupy i nocą rabowali ogrody zlokalizowane w okolicach murów miejskich. Kradli głównie owoce, warzywa, wycinali kapustę, itp. Po dotkliwym poranieniu jednego z pilnujących ogrodu gospodarzy radni miejscy udali się ze skargą do prefekta kolegium, ale ten nie zareagował, twierdząc, że takie wypadki mogą się wyjątkowo zdarzać. Stanowisko władz kolegium rozzuchwaliło złodziei do tego stopnia, że zaczęli wybijać drzwi i okna do domów i rabować dobytek ich mieszkańców. Kolejne upomnienie władz zakonnych nie tylko nie przyniosło żadnego skutku, ale rada miejska została wręcz znieważona przez jezuitów. Kleryk Cieszyński z grupą znajomych udał się nawet do burmistrza z groźbami: Będzież ci sprawiedliwość inakszą czynił, kiedy kijem na gnoju weźmiesz. Tym razem burmistrz udał się osobiście do rektora kolegium, ale w drodze powrotnej został napadnięty przez kleryków i dotkliwie pobity kijami na oczach mieszkańców miasta. Jego zastępca również nie uzyskał żadnej satysfakcjonującej odpowiedzi - zakonnicy stwierdzili, że dawniej bywało gorzej - aż się krwią bruki oblewały. Drugi burmistrz został również napadnięty przez zanarchizowanych studentów, ale tym razem zareagowała straż miejska i wywiązała się walka. Na kleryków rzuciła się też duża liczba pospólstwa miejskiego, ale studenci otworzyli ogień zabijając nieokreśloną liczbę ludzi. Tłum zatłukł jednego z kleryków - Franciszka Doroszewskiego z Wieruszowa, a wielu innych ranił. Przyczyną rozzuchwalenia poznańskich jezuitów oraz wrażenia ich wszechwładności było poczucie bezkarności spowodowane nadmiernie silną pozycją zakonu w mieście. Zadzieranie z jezuitami mogło być stosunkowo łatwo poczytane jako trzymanie z protestantami i objaw herezji.